# Ploschtschad Alexandra Newskowo-2

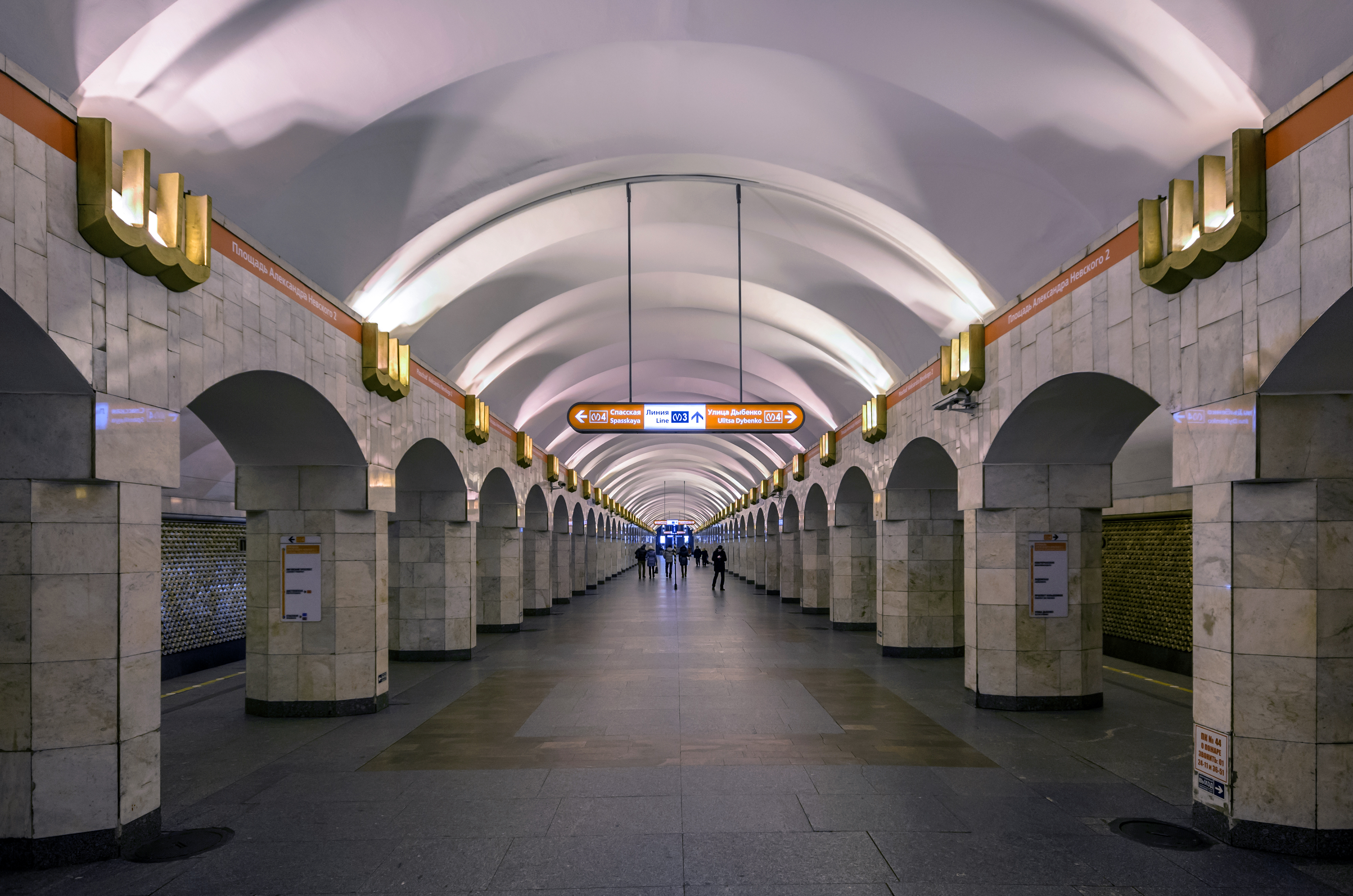
Bahnsteig des U-Bahnhofs

Ploschtschad Alexandra Newskowo-2 (russisch Площадь Александра Невского-2) ist ein U-Bahnhof in Sankt Petersburg (Russland) an der Linie 4 („Prawobereschnaja-Linie“) der Metro Sankt Petersburg. Der U-Bahnhof wurde am 30. Dezember 1985 im Rahmen des ersten Bauabschnittes der Linie 4 in Betrieb genommen.

## Allgemeine Beschreibung
Die Station diente von Anfang an als Umsteigebahnhof zur gleichnamigen U-Bahn-Station der 1967 eröffneten dritten Linie. Seit den 1990er-Jahren wird die Station der Linie 4 auf Linienplänen und Hinweisschildern offiziell als Ploschtschad Alexandra Newskowo-2 bezeichnet, in Abgrenzung vom 18 Jahre früher erbauten U-Bahnhof der Linie 3, welcher dementsprechend Ploschtschad Alexandra Newskowo-1 heißt. Bei automatischen Stationsansagen in den Metrozügen werden allerdings beide U-Bahnhöfe einfach Ploschtschad Alexandra Newskowo genannt. Letzteres steht für „Alexander-Newski-Platz“ und weist auf die Lage des U-Bahnhofs unter dem gleichnamigen Platz am östlichen Ende der zentralen Petersburger Prachtstraße Newski-Prospekt hin.
Der U-Bahnhof der Linie 4 ist in einer Tiefe von 60 Metern unter der Erdoberfläche angelegt und damit einige Meter tiefer als Ploschtschad Alexandra Newskowo-1. Neben dem Übergang zur Linie 3 verfügt er über einen separaten Zugang mit ebenerdiger Schalterhalle, die in ein fünfstöckiges Verwaltungsgebäude an der Südseite des Newski-Prospektes eingebaut ist. Von diesem Eingang ist unter anderem das für den Platz namensgebende Alexander-Newski-Kloster in zwei bis drei Gehminuten zu erreichen. Drei Fahrtreppen verbinden die Schalterhalle mit einer Zwischenebene, von der nach rechts eine kurze Treppe zum Bahnsteig an dessen westlichem Ende führt. Die Fahrtreppen am anderen Bahnsteigende führen zum Übergangstunnel zur Linie 3.
Im Regelbetrieb ist das Zugangsvestibül von Ploschtschad Alexandra Newskowo-2 nur wochentags von 7 bis 20 Uhr geöffnet, während zu übrigen Zeiten aufgrund des relativ geringen Fahrgastaufkommens auf das Vestibül der Linie 3 ausgewichen werden muss. Da letzteres seit 2010 und voraussichtlich bis Frühjahr 2011 aufgrund einer Komplettrenovierung geschlossen ist, ist das Vestibül der Linie 4 derzeit, auch an Wochenenden, durchgehend bis zum Betriebsschluss nach Mitternacht geöffnet.

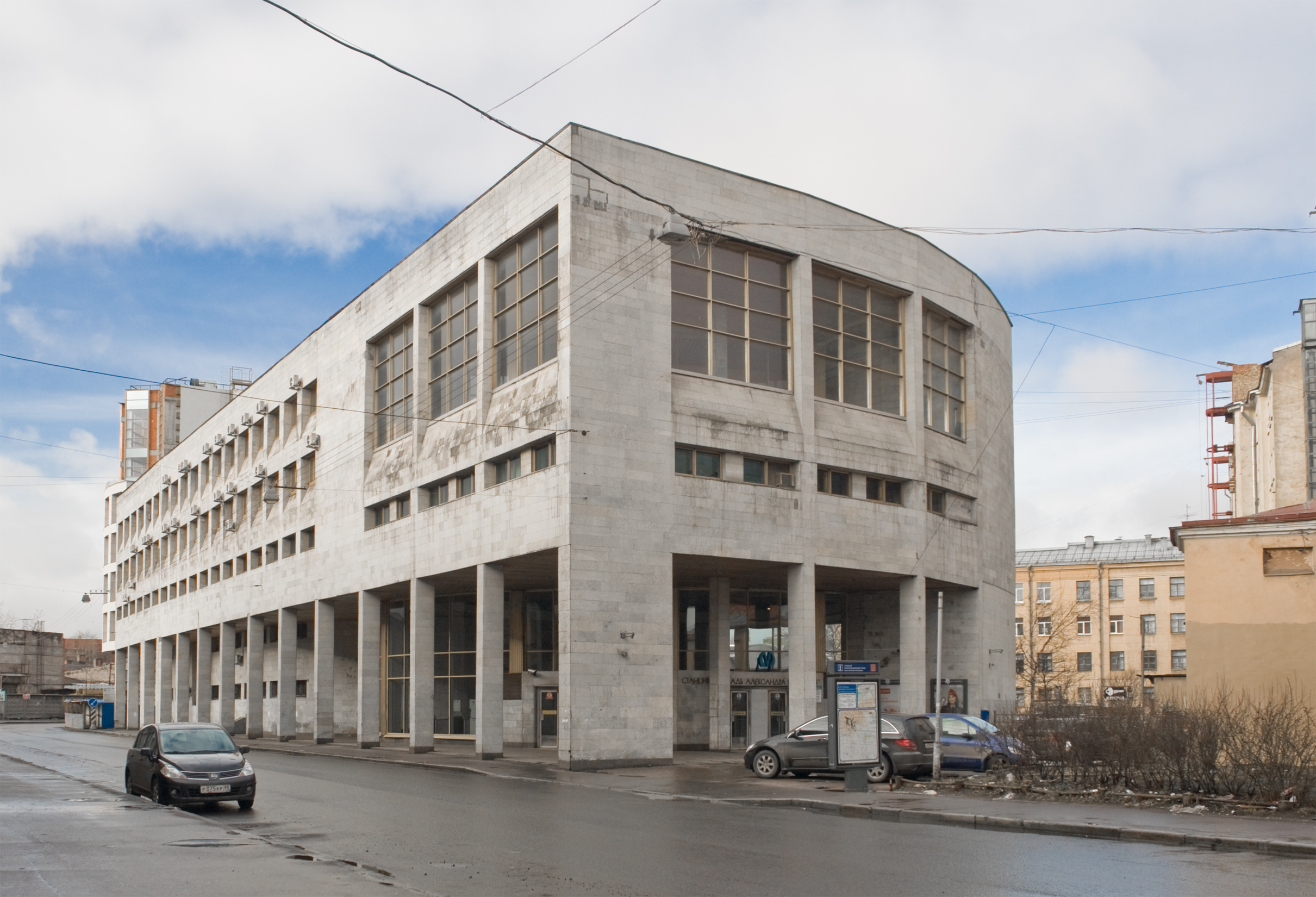
Eingangsgebäude des U-Bahnhofs
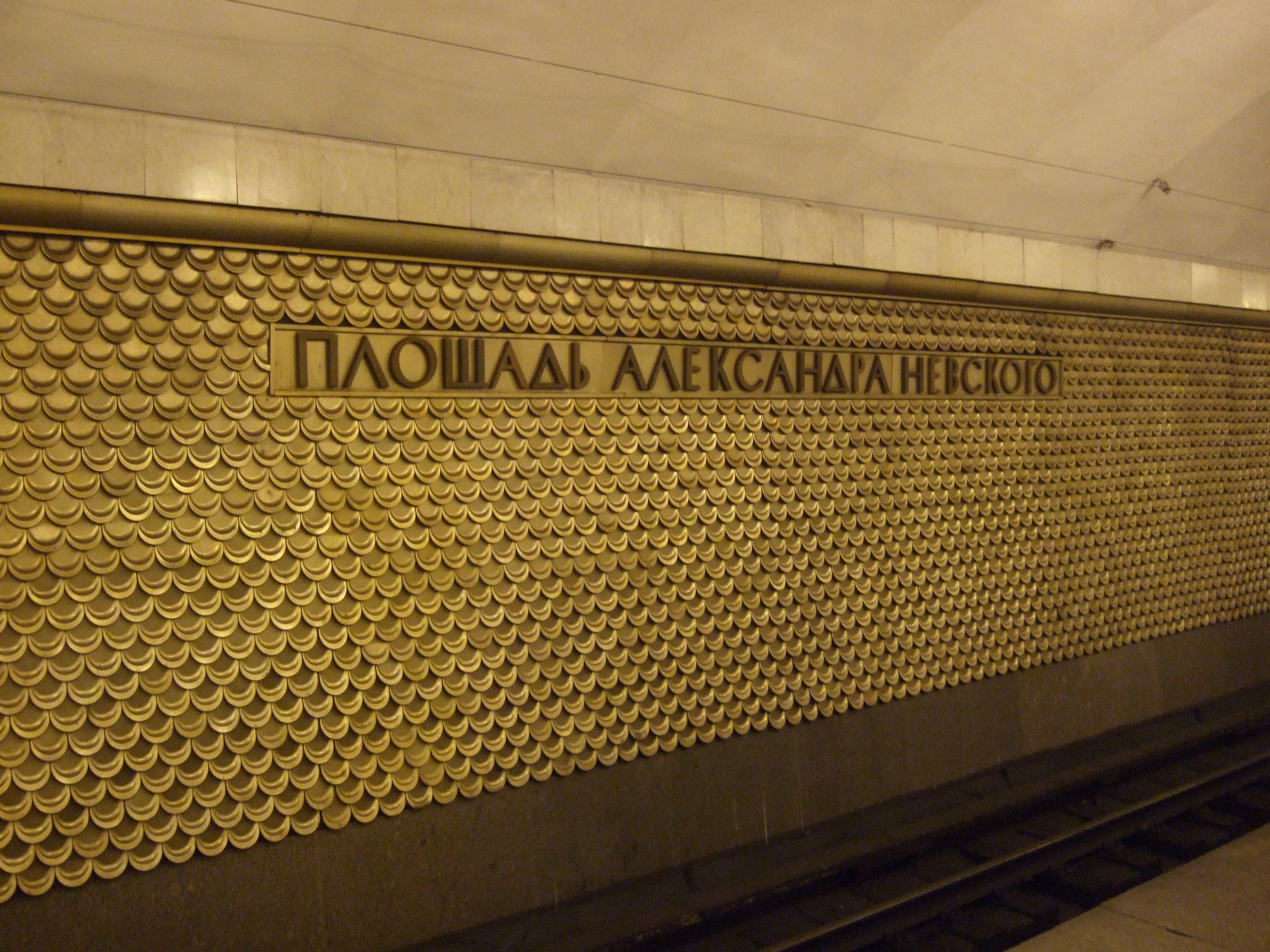
Wand über einem der Gleise mit dem Stationsnamenschriftzug
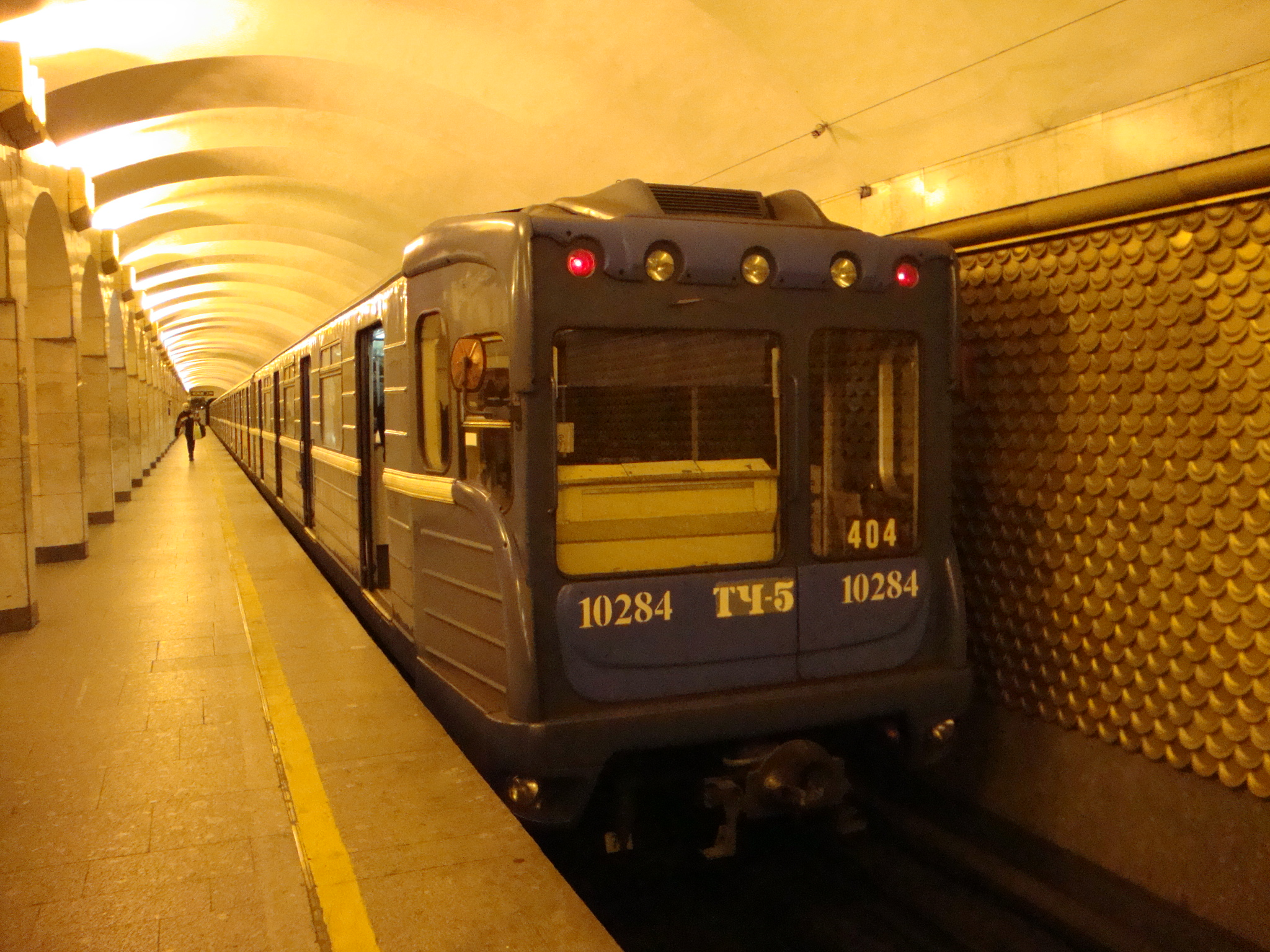
Ein Zug vor der Abfahrt

## Architektur
Ähnlich der Station der Linie 3 war auch bei der Gestaltung von Ploschtschad Alexandra Newskowo-2 das Wirken des Nationalhelden Alexander Newski, nach dem der Platz benannt ist, thematischer Schwerpunkt; dass der U-Bahnhof im Unterschied zu Ploschtschad Alexandra Newskowo-1 ohne Bahnsteigtüren errichtet wurde, vergrößerte dabei im Vergleich zu diesem den Gestaltungsspielraum. So hat die Komposition einer Wandmosaik im Eingangsvestibül die Schlacht auf dem Peipussee zum Thema (mit dem Sieg in dieser Schlacht wehrte Alexander Newski als Nowgoroder Fürst einen Angriff der Ritter des Deutschen Ordens ab). In der Bahnsteighalle, die als Mittelbahnsteig unter einem in zwei arkadenartigen Reihen von weißmarmornen Säulen gestützten Gewölbe ausgeführt ist, sind vor allem die Wände über den beiden Gleisbetten auffällig: Deren Verkleidung aus halbrunden, fischschuppenähnlichen Aluminiumblättern erinnert an eine Kettenrüstung im russischen Mittelalter, wie sie auch in der Schlacht auf dem Peipussee vielfach zum Einsatz gekommen sein muss. Als eine weitere Widmung dem Fürsten war in der Zwischenebene zum Ausgang eine Statue von Alexander Newski vorgesehen. Dieses Vorhaben, zuletzt in den 1990er-Jahren durch den später verstorbenen Bildhauer Michail Anikuschin geplant, wurde jedoch nicht realisiert, die für diese Skulptur eingerichtete Wandnische steht deshalb bis heute leer.